# Pardosa nenilini
Pardosa nenilini är en spindelart som beskrevs av Yuri M. Marusik 1995. Pardosa nenilini ingår i släktet Pardosa och familjen vargspindlar. Inga underarter finns listade i Catalogue of Life.